# Zona ecuatorial

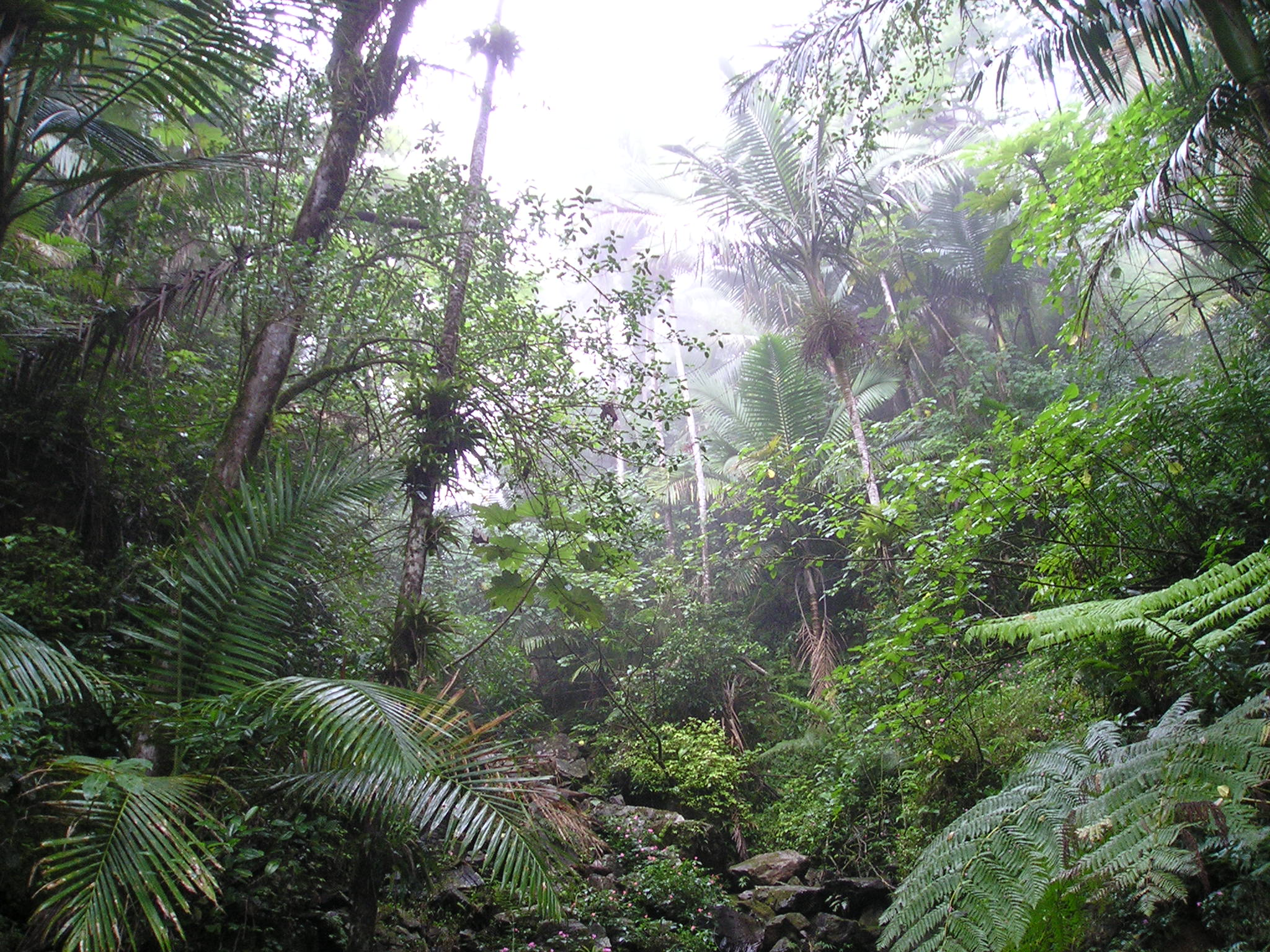
Vegetación endémica en la selva ecuatorial nacional del Caribe El Yunque (Puerto Rico).

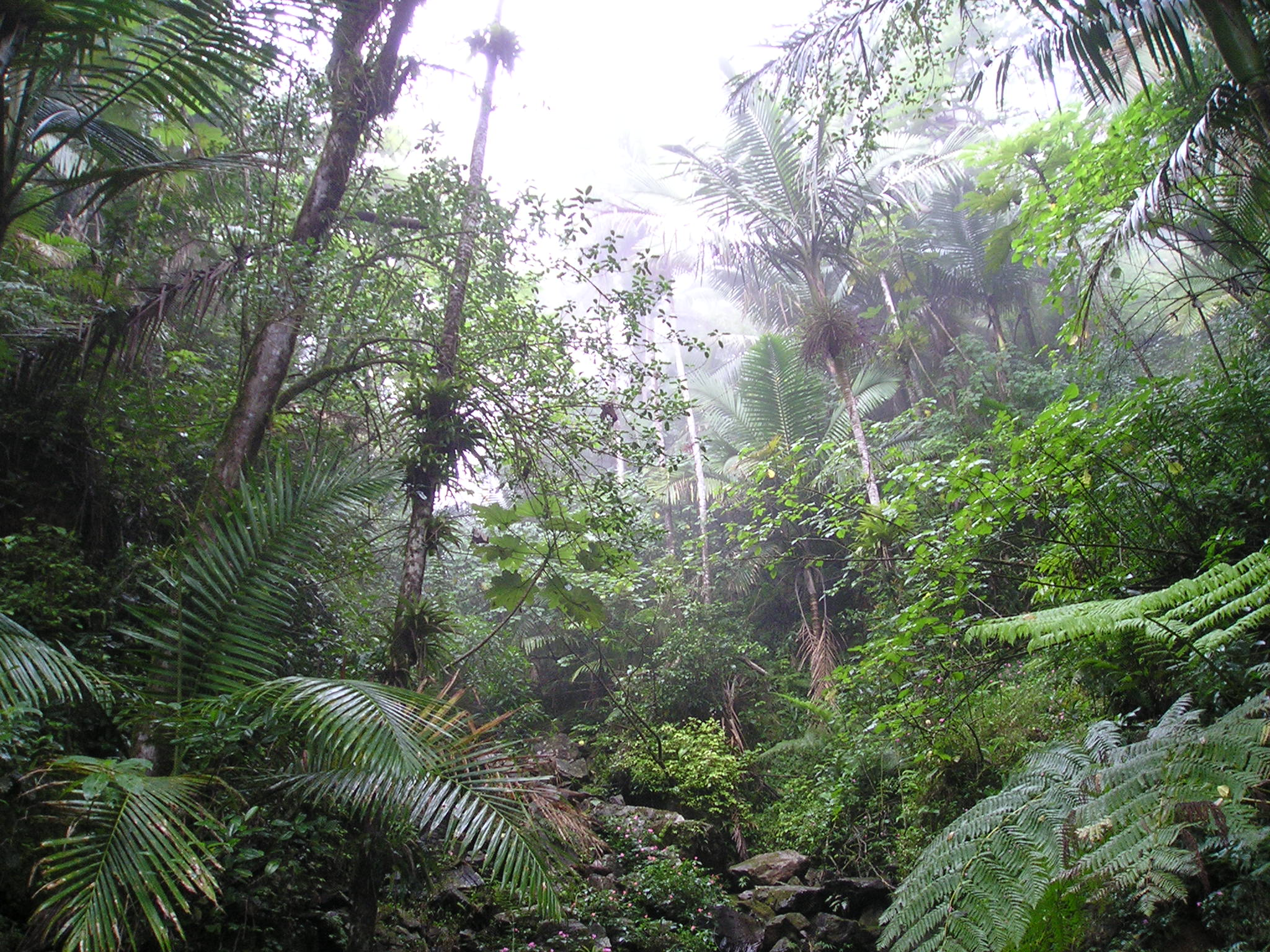
Vegetación endémica en la selva ecuatorial nacional del Caribe El Yunque (Puerto Rico).

La zona ecuatorial se caracteriza por la alta pluviosidad y las temperaturas elevadas, y se sitúa sobre el ecuador, entre los 20° de latitudes norte de las temperaturas, condiciones constantes a lo largo del año. La pluviosidad en la zona ecuatorial es la más alta del planeta, entre 2000 y 1500 mm al año. Esto se debe a que los vientos alisios del noreste y del sudeste que confluyen en el ecuador, se elevan y forman nubes que descargan lluvia de forma permanente. Las temperaturas son elevadas y constantes, alrededor de 25 °C. A lo largo del año solo hay una estación, lluviosa y cálida (la diferencia de temperaturas medias es de 3 °C o menos). Estas condiciones se dan en la cuenca del Amazonas, en el África ecuatorial y en los archipiélagos de Indonesia. 
La vegetación característica es el bosque tropical. A pesar de la exuberancia de este bosque, sus suelos son pobres, a causa de las intensas precipitaciones diarias que actúan como un lavado que arrastra las sales y los nutrientes.
Los procesos y agentes que distinguen al sistema ecuatorial son la meteorización química y biológica, y el agua de escorrentía. El modelado típico es el producido por la meteorización, que al ser especialmente intensa, produce rocas alteradas, afloramientos rocosos redondeados llamados «panes de azúcar» y deslizamientos. También destaca el modelado fluvial, con ríos de tramos planos y abundantes cataratas. Este sistema morfoclimático está modelado por ríos tan importantes como el Amazonas (América), el Congo (África) y el Mekong (Asia).
La zona ecuatorial se caracteriza por la alta pluviosidad y las temperaturas elevadas, y se sitúa sobre el ecuador, entre los 20° de latitudes norte y sur.
El sistema ecuatorial se caracteriza por una altísima pluviosidad y elevadas temperaturas, condiciones constantes a lo largo del año. La pluviosidad en la zona ecuatorial es la más alta del planeta, entre 2000 y 1500 mm al año. Esto se debe a que los vientos alisios del noreste y del sudeste que confluyen en el ecuador, se elevan y forman nubes que descargan lluvia de forma permanente. Las temperaturas son elevadas y constantes, alrededor de 25 °C. A lo largo del año solo hay una estación, lluviosa y cálida (la diferencia de temperaturas medias es de 3 °C o menos). Estas condiciones se dan en la cuenca del Amazonas, en el África ecuatorial y en los archipiélagos de Indonesia.
La vegetación característica es el bosque tropical. A pesar de la exuberancia de este bosque, sus suelos son pobres, a causa de las intensas precipitaciones diarias que actúan como un lavado que arrastra las sales y los nutrientes.
Los procesos y agentes que distinguen al sistema ecuatorial son la meteorización química y biológica, y el agua de escorrentía. El modelado típico es el producido por la meteorización, que al ser especialmente intensa, produce rocas alteradas, afloramientos rocosos redondeados llamados «panes de azúcar» y deslizamientos. También destaca el modelado fluvial, con ríos de tramos planos y abundantes cataratas. Este sistema morfoclimático está modelado por ríos tan importantes como el Amazonas (América), el Congo (África) y el Mekong (Asia).
- Datos: Q6171679